# Nederlands Vaccin Instituut
Het Nederlands Vaccin Instituut (of NVI) was een agentschap van het ministerie van Volksgezondheid, Welzijn en Sport. Het instituut werd op 1 januari 2003 opgericht en bestond uit de voormalige Sector Vaccins van het RIVM (Rijksinstituut voor Volksgezondheid en Milieu) en de Stichting ter bevordering van de Volksgezondheid en Milieuhygiëne (SVM). Op 1 januari 2011 werd het instituut opgeheven. De vaccinproductie ging verder als Bilthoven Biologicals, onderzoek en ondersteuning voor het Rijksvaccinatieprogramma kwam weer terecht bij RIVM. Er werkten circa 450 medewerkers in het instituut. Het instituut was gevestigd in Bilthoven op het terrein van de RIVM. Wetenschappelijk directeur was Ben van der Zeijst, in 2009 opgevolgd door Claire Boog.

## Taken
Het NVI produceerde en distribueerde vaccins en vaccingerelateerde producten. Wetenschappers van het NVI werkten aan de ontwikkeling van vaccins. Het instituut leverde alle vaccins voor het Rijksvaccinatieprogramma (RVP).

## Opheffing
Per 1 januari 2011 zijn de publieke functies van het NVI terug ondergebracht bij het RIVM. Dit betreft de inkoop, opslag & distributie van vaccins ten behoeve van het Rijksvaccinatieprogramma, het Nationaal Programma Grieppreventie (NGP), het Nationaal Serum Depot (NSD) en overige nationale voorzieningen, zoals die ten behoeve van actie bij calamiteiten, alsook het onderzoek naar en ontwikkeling van vaccins.
De vaccinproductie was verlieslijdend en is door de Nederlandse overheid verkocht aan het Serum Institute of India (SII). Het opereert nu onder de naam Bilthoven Biologicals. Volgens Ben van der Zeijst, voormalig wetenschappelijk directeur van het instituut en hoogleraar vaccins en vaccinaties heeft de Nederlandse overheid hierdoor minder kennis en mogelijkheden voor de ontwikkeling van vaccins bij epidemieën. Het Instituut voor Translationele Vaccinologie (Intravacc), de voormalige onderzoeksafdeling van de NVI zou in 2019 verkocht worden maar dat werd door de coronacrisis in Nederland geannuleerd.